# Gonzalo de Castro
Gonzalo de Castro (Madrid; 2 de febrero de 1963) es un actor español. Nació en Madrid

## Biografía
Terminó la carrera de Derecho con 23 años, pero finalmente consagró su vida al mundo de la interpretación. 
Su primeros trabajos fueron en teatro y pequeños papeles en cine, pero fue la serie 7 vidas (1999-2006, Telecinco) con la que alcanzó una notable popularidad gracias a su papel de Gonzalo Montero. En principio, trabajó como figurante e incluso ayudante de dirección, hasta que el productor le brindó la oportunidad de actuar en la serie.
Entre 2009 y 2011 interpretó su primer papel protagonista en televisión con Doctor Mateo (Antena 3), donde interpretaba a Mateo Sancristóbal, un médico español residente en Nueva York, que después de padecer hemofobia, decide dejarlo todo allí y afincarse en el pueblo donde veraneaba de pequeño: San Martín del Sella. 
En 2014, y de nuevo en Telecinco y con Globomedia (productora de 7 vidas), protagoniza junto a Belén Rueda la serie de comedia B&B, de Boca en Boca.
En teatro ha realizado una cantidad considerable de trabajos, y no solo como actor, también como técnico. Entre sus actuaciones más destacadas se encuentran Las últimas palabras de copito de nieve, con la compañía Animalario (muy ligada a su trayectoria) y Luces de bohemia, con el Centro Dramático Nacional, y trabajando a las órdenes de directores como Lluís Pascual, Gerardo Vera, Andrés Lima o Sergi Belbel.
Fue pareja sentimental de la actriz Nathalie Poza hasta 2008. Entre 2010 y 2013 fue pareja de la también actriz Natalia Verbeke, a la que conoció durante la grabación de la serie Doctor Mateo.

## Filmografía
Programas de televisión
- Ellas , (2017 ), en TVE como Invitado.

### Cortometrajes
- El Hambre (2013), de Pau Durà.

### Cine
| Año  | Título                                | Personaje                  | Director                  |
| ---- | ------------------------------------- | -------------------------- | ------------------------- |
| 2025 | Votemos                               | Ricardo                    | Santiago Requejo          |
| 2024 | ¿Quién es quién?                      | Mago Alejandro             | Martín Cuervo             |
| 2024 | Tratamos demasiado bien a las mujeres | Aguado                     | Clara Bilbao              |
| 2024 | Políticamente incorrectos             | Alfonso Bravo              | Arantxa Echevarría        |
| 2023 | El favor                              | Carlos                     | Juana Macías              |
| 2023 | La ternura                            | Leñador Marrón             | Vicente Villanueva        |
| 2023 | Bird Box Barcelona                    | Roberto                    | David Pastor, Àlex Pastor |
| 2021 | La familia perfecta                   | Ernesto Fermonsel          | Arantxa Echevarría        |
| 2020 | La maldición del guapo                | Humberto                   | Beda Docampo Feijóo       |
| 2018 | Superlópez                            | Superlópez mayor           | Javier Ruiz Caldera       |
| 2018 | Sin novedad                           | Mr. Alonso                 | Miguel Berzal de Miguel   |
| 2017 | De la ley a la ley                    | Torcuato Fernández Miranda | Sílvia Quer               |
| 2016 | Las furias                            | Héctor                     | Miguel del Arco           |
| 2011 | ¿Para qué sirve un oso?               | Alejandro                  | Tom Fernández             |
| 2008 | Rivales                               | Carlos                     | Fernando Colomo           |
| 2007 | La torre de Suso                      | Fernando                   | Tom Fernández             |
| 2005 | Madagascar                            | Melman (voz)               | Eric Darnell, Tom McGrath |
| 2001 | Gente pez                             | Cliente imprenta           | Jorge Iglesias            |
| 1999 | Coppola: Un hombre y sus sueños       | Lardi                      | Carlos Rodríguez          |
| 1998 | Lisboa, faca no coração               | Estéves                    | Manuel Palacios           |

### Televisión

#### Series de televisión
| Año         | Título               | Personaje                 |
| ----------- | -------------------- | ------------------------- |
| 1999 - 2006 | 7 vidas              | Gonzalo Montero           |
| 2009 - 2011 | Doctor Mateo         | Mateo Sancristóbal        |
| 2014 - 2015 | B&b, de boca en boca | Pablo Balboa              |
| 2016        | Bajo sospecha        | Miguel Manrique Rodríguez |
| 2016        | Web Therapy          | Federico Pinto            |
| 2018        | Matar al Padre       | Jacobo Vidal              |
| 2021        | El Inocente          | Jaime Vera                |
| 2023        | Citas Barcelona      | Nico                      |
| 2024        | Eva & Nicole         | Alain                     |

## Teatro
- Plátanos, cacahuetes y lo que el viento se llevó (2022-2023), dirigida por José Troncoso.
- Idiota (2016) de Jordi Casanovas, dirigida por Israel Elejalde.
- Invernadero (2015) de Harold Pinter, dirigida por Mario Gas.
- Deseo (2013), de Miguel del Arco, dirigida por Miguel del Arco.
- El inspector (2012), de Nikolái Gogol, dirigida por Miguel del Arco.
- Luces de bohemia (2012), de Ramón María del Valle-Inclán, dirigida por Lluís Homar.
- Glengarry Glen Ross (2009-2010), de David Mamet, dirigida por Daniel Veronese.
- Hay que purgar a Totó (2007-2008), de Georges Feydeau, dirigida por Georges Lavaudant.
- La buena persona de Sezuan (2006), de Bertolt Brecht, dirigida por Luis Blat.
- Las últimas palabras de Copito de Nieve (2004-2006), de Juan Mayorga, dirigida por Andrés Lima.
- Como en las mejores familias (2003-2004), de Agnès Jaoui y Jean-Pierre Braci, dirigida por Manuel Dueso.
- Madre, el drama padre (2001), de Enrique Jardiel Poncela, dirigida por Sergi Belbel.
- Haciendo Lorca (1996), de Federico García Lorca, dirigida por Lluís Pascual.
- El tiempo y la habitación (1996), de Botho Strauss, dirigida por Lluís Homar.
- Terror y miseria del Tercer Reich (1995), de Bertolt Brecht, dirigida por José Pascual.
- Testamento (1995), de Josep Maria Benet, dirigida por Gerardo Vera (voz en off).
- Calígula (1994), de Albert Camus, dirigida por José Tamayo Rivas.
- Tirano Banderas (1992), de Ramón María del Valle Inclán, dirigida por Lluís Pasqual.
- Por los pelos (1992-1993), de Paul Pörtner, dirigida por Pere Planella.

## Premios y nominaciones
Premios Anuales de la Academia "Goya"
| Año  | Categoría              | Película         | Resultado |
| ---- | ---------------------- | ---------------- | --------- |
| 2007 | Mejor actor revelación | La torre de Suso | Nominado  |

Premios de la Unión de Actores
| Año  | Categoría                              | Serie        | Resultado |
| ---- | -------------------------------------- | ------------ | --------- |
| 2009 | Mejor actor protagonista de televisión | Doctor Mateo | Nominado  |
| 2004 | Mejor actor protagonista de televisión | 7 vidas      | Ganador   |

Premios Fotogramas de Plata
| Año  | Categoría                 | Serie        | Resultado |
| ---- | ------------------------- | ------------ | --------- |
| 2010 | Mejor actor de televisión | Doctor Mateo | Ganador   |
| 2009 | Mejor actor de televisión | Doctor Mateo | Nominado  |

Premios TP de Oro
| Año  | Categoría                 | Serie        | Resultado |
| ---- | ------------------------- | ------------ | --------- |
| 2010 | Mejor actor de televisión | Doctor Mateo | Ganador   |
| 2009 | Mejor actor de televisión | Doctor Mateo | Ganador   |

Premios de la Academia de la Televisión de España
| Año  | Categoría                      | Serie        | Resultado |
| ---- | ------------------------------ | ------------ | --------- |
| 2009 | Mejor interpretación masculina | Doctor Mateo | Nominado  |

Premios Ondas
| Año  | Categoría                                      | Serie        | Resultado |
| ---- | ---------------------------------------------- | ------------ | --------- |
| 2009 | Mejor intérprete masculino en ficción nacional | Doctor Mateo | Ganador   |

Premios Zapping
| Año  | Categoría   | Serie        | Resultado |
| ---- | ----------- | ------------ | --------- |
| 2011 | Mejor actor | Doctor Mateo | Nominado  |

Otros premios
- Premio "Mejor joven del año" de las bodegas Casado Morales (2010).